# František Korte
František Korte (22. dubna 1895 Ústí nad Orlicí – 27. července 1962 Praha) byl český právník a hudební skladatel.

## Život
Vystudoval Právnickou fakultu Univerzity Karlovy v Praze. Souběžně soukromě studoval skladbu u Vítězslava Nováka a vystupoval i jako dirigent a klavírní doprovazeč. V roce 1921 byl jmenován soudcem a působil jako předseda senátu v Komárně a v Nitře. Byl sbormistrem Južnoslovenského spevokolu v Nových Zámcích. Po odtržení Slovenska v roce 1939 byl několikrát evakuován. Nakonec byl penzionován a těžce onemocněl. Odešel do Prahy a stal se ředitelem kůru, příležitostně korepetoval a věnoval se skladatelské činnosti. Po osvobození byl rehabilitován, znovu přijat do státních služeb a pracoval jako místopředseda Pojišťovacího soudu.
Hudbě se věnoval rovněž jeho syn, hudební skladatel, klavírista a fotograf, Oldřich František Korte (1926-2014).

## Výběr z hudebního díla

### Opery
- Český Honza (1930)
- Bradýř z Irie (1940)
- Princezna z Koralie (1944)

### Orchestrální skladby
- O lásce a zklamání (symfonická báseň, 1920)
- 1. symfonie (1930)
- Česká rapsodie pro klavír a orchestr (1933)
- Poetické tance pro komorní orchestr (1935)
- Suity (1936):
  - Rusticana
  - Pêle-mêle
  - Šípková Růženka

### Chrámové skladby
- Mše A-dur (1939)
- České Stabat Mater (1942)
- Mše d-moll (1944)
- Varhanní suity

### Komorní skladby
- Houslová sonáta
- 3 sonatiny pro violu a klavír
- Klavírní kvartet
- 2 smyčcové kvartety
- Tance, Preludia ( klavír)
- 4 sonatiny pro klavír
- Sonata eroica